# Elliott Coues

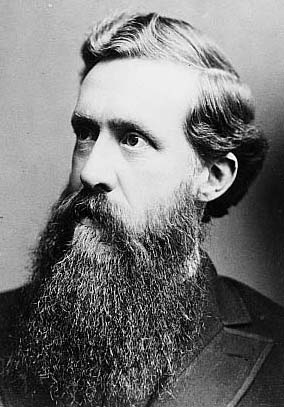
Samuel Elliott Coues (1842–1899)

Elliott Coues (* 9. September 1842 in Portsmouth als Samuel Elliot Coues, New Hampshire; † 25. Dezember 1899 in Baltimore, Maryland) war ein US-Army-Chirurg, Historiker, Ornithologe, Autor und Theosoph.

## Werdegang und Berufe
Coues wurde in Portsmouth (New Hampshire) geboren. Er absolvierte 1861 die Columbian University in Washington, D.C. und 1863 die Medical School derselben Institution. 1862/63 diente er als medizinischer Kadett in Washington (D.C.) und 1864 wurde er schließlich Assistenzchirurg der US Army. Er publizierte 1872 seinen Key to North American Birds, das überprüft und 1884 und 1901 neu verlegt viel zur Systematik der amerikanischen Ornithologie beigetragen hat. Coues war zwischen 1873 und 1876 ein angesehener Chirurg und Naturforscher der US Northern Boundary Commission und von 1876 bis 1880 Geschäftsführer und Naturforscher des US Geological and Geographical Survey of the Territories, für die er auch Publikationen verfasste. Er war von 1877 bis 1882 Dozent für Anatomie an der Medical School der Columbian University und erhielt dort 1882 eine Professur im selben Fach, die er bis 1887 innehatte. 1877 wurde er in die National Academy of Sciences und 1878 in die American Philosophical Society gewählt.
Coues trat 1881 aus der Armee aus, um sich voll und ganz der wissenschaftlichen Forschung hingeben zu können. Er war ein Mitbegründer der American Ornithologists’ Union und gab ihr Presseorgan The Auk heraus sowie mehrere andere ornithologische Zeitschriften. Er starb in Baltimore nach einer Operation im Johns Hopkins Hospital.
Zusätzlich zur Ornithologie machte er sich in der Erforschung von Säugetieren verdient; sein Werk Fur-Bearing Animals (1877) unterschied sich von anderen derzeitigen Werken in puncto Genauigkeit und Vollständigkeit der Artenbeschreibungen, auch einiger Arten, die schon damals selten waren. In den 1880er-Jahren wurde er Mitglied der Society for Psychical Research.

## Als Theosoph
1880 kam Coues in Kontakt mit der Theosophie und trat im Sommer 1884 der London Lodge und damit der Theosophischen Gesellschaft (TG) bei. Im selben Jahr gründete er in Washington (D.C.) eine Loge der TG, die Gnostic Lodge of the Theosophical Society (Gnostische Loge der Theosophischen Gesellschaft) deren Präsident er wurde.

### Präsident des Kontrollrates
Nachdem Henry Steel Olcott, der Präsident der TG, im Mai 1884 einen Kontrollrat (American Board of Control) für die amerikanischen Logen ins Leben gerufen hatte, wählte dieser am 4. Juli 1885 Coues zu seinem Präsidenten. Coues „regierte“ den Kontrollrat autokratisch und rief dadurch schnell Widerstände bei den Mitgliedern hervor. Eine Reihe von Telegrammen mit wirrem Inhalt erreichte 1886 mehrere führende Theosophen, darunter auch eine Aufforderung an William Quan Judge, den Präsidenten der theosophischen Aryan Lodge (Loge der Arier), die „Türen zu schließen, niemanden mehr einzulassen und in der Stille den astralen Glocken zu lauschen“. Unterzeichnet waren diese Schreiben von Helena Blavatsky sowie dem Meister Kuthumi, später stellte sich heraus, dass Coues der Verfasser war. Der jährliche Kongress des Kontrollrates für 1886 sollte auf Anweisung Olcotts bis zur Klärung dieser Vorkommnisse auf den 5. Juli verschoben werden, dennoch hielt Coues die Tagung schon vorher ab. Daraufhin trat im Oktober 1886 der Kongress ohne Coues erneut zusammen, beschloss die Abschaffung des Kontrollrates und stattdessen die Gründung einer Amerikanischen Sektion der TG mit Judge als Generalsekretär. Damit verlor Coues automatisch seinen Präsidentenposten beim Kontrollrat.

### Esoteric Theosophical Society of AmericaundGnostic Lodge
1887 gründete er die Esoteric Theosophical Society of America (Esoterische Theosophische Gesellschaft von Amerika) und ernannte sich selbst zum Perpetual President of the Esoteric Theosophical Society of America (Immerwährender Präsident der …). Da er seine Korrespondenz mit diesem Titel versah, führte das bei manchen Theosophen zu dem falschen Glauben, Coues wäre der Leiter der Esoterischen Sektion der TG. Blavatsky, die tatsächliche Präsidentin der Esoterischen Sektion, stellte in einem mit 14. Mai 1889 datierten Schreiben klar, dass Coues niemals auch nur Mitglied der Esoterischen Sektion gewesen war und seitens der TG auch keine Befugnis hatte, sich den Titel eines Immerwährenden Präsidenten zu geben. Ob die Esoteric Theosophical Society überhaupt jemals Mitglieder hatte und nicht nur eine Erfindung Coues war, ist nicht bekannt. Es gibt keine Belege für irgendeine Tätigkeit oder Wirkkraft dieser Gesellschaft außerhalb der Person Coues, ab etwa 1890 trat sie nicht mehr in Erscheinung.
Die von ihm 1884 gegründete und geleitete Gnostic Lodge of the Theosophical Society auch als Gnostic Theosophical Society of Washington (Gnostische Theosophische Gesellschaft von Washington) oder nur als Gnostic Branch (Gnostischer Zweig) bezeichnete Gruppe existierte als Teil der TG bis 1889. Etwa ab 1886/87 begann die Gnostic Lodge zunehmend Sammelpunkt für unzufriedene Theosophen und Gegner der Theosophie zu werden. 1888 und 1889 veröffentlichte Coues eine Reihe von Zeitungsartikeln, welche die TG mehr oder weniger offen in Misskredit brachten, Näheres dazu weiter unten. Aus diesem Grund wurde Coues am 22. Juni 1889 aus der TG ausgeschlossen und die Stiftungsurkunde für die Gnostic Lodge zurückgezogen was ebenfalls den Ausschluss bedeutete. Coues selbst behauptete in der Zeitschrift Light vom 9. November 1889 unrichtig, dass er selbst die Gnostic Lodge bereits im Oktober 1886 aufgelöst und daraufhin als unabhängige Gesellschaft wiederbegründet habe. Nachdem ab 1892 die unlauteren Aktivitäten Coues nach und nach bekannt wurden, fielen die meisten Gnostic-Lodge-Mitglieder von ihm ab und die Organisation löste sich auf. Spätestens Coues Tod 1899 bedeutete das endgültige Finale für die Gnostic Lodge, die zu keiner Zeit eine nennenswerte Rolle gespielt hatte.

### DieCoues-Collins affair
Die Coues-Collins affair oder Coues-Collins charges (Coues-Collins Affäre/Anklage) begann 1885 als Coues eine Kopie des damals noch unveröffentlichten Manuskriptes von Mabel Collins Buch Licht auf dem Pfad las. Begeistert vom Gelesenen schrieb Coues an Collins und fragte nach der Quelle, woraufhin Collins in einem Brief das Werk als Durchgabe der Meister der Weisheit bezeichnete. Als Collins im April 1889 aus der TG ausgeschlossen wurde, schrieb sie in einem mit 18. April 1889 datierten Brief an Coues, dass ihre damalige Aussage unter dem Diktat Blavatskys entstanden war. Tatsächlich sollte der Text nicht von den Meistern der Weisheit stammen, sondern sie hätte ihn in einer Vision gesehen. Blavatsky hätte sie aber schließlich zur Behauptung über die Meister überredet, um dadurch der TG neuen Auftrieb zu geben.
Am 11. Mai 1889 veröffentlichte Coues die beiden Briefe in der Zeitschrift Religio-Philosophical Journal und in späteren Ausgaben noch eine Reihe weiteres belastendes Material. Collins erlitt daraufhin eine Reihe von Nervenzusammenbrüchen und war bis 1910 gesundheitlich angeschlagen. Obwohl Collins daraufhin behauptete, dass das alles auf einem Missverständnis beruhe und es tatsächlich keine Nötigung vonseiten Blavtskys gegeben habe, war der Schaden nicht mehr gutzumachen. Eine Unzahl an Briefen, Stellungnahmen, Gutachten und Gegengutachten in dieser Sache zog sich über Jahre hin, brachte jedoch kein eindeutiges Ergebnis. Mehrere theosophische Logen brachen über diesem Skandal zusammen und zahlreiche Mitglieder verließen die TG. Ob die Coues-Collins affair eine wahre Begebenheit ans Licht brachte oder eine Verkettung unglücklicher Umstände zu einer falschen Anschuldigung führte, ist bis heute umstritten.

### Anschuldigungen in derNew York Sun
Ab 1888 begann Coues in mehreren Zeitungen Artikel zu veröffentlichen, in denen er behauptete, von den Meistern der Weisheit Briefe bekommen zu haben. Er hätte diese aber sofort als Fälschungen und Hokuspokus erkannt, behauptete Coues. Diese Aussagen stellten die von der TG als authentisch angesehenen Meisterbriefe, welche unter anderem Blavatsky und Alfred Percy Sinnett angeblich von den „Meistern“ bekommen haben wollen in Frage und brachten dadurch die gesamte TG in Misskredit. Als Höhepunkt dieser Publikationen erschienen am 1. Juni und 20. Juli 1890 in der New York Sun Interviews mit Coues, in denen er Blavatsky als „Gaunerin“ und „Schwindlerin“ bezeichnete und die gesamte TG als „Betrug“ deklarierte. Blavatsky erhob daraufhin Klage wegen Verleumdung gegen die New York Sun und Coues. Noch vor einem Urteilsspruch starb Blavatsky jedoch am 8. Mai 1891, nach US-amerikanischem Recht beendete ihr Tod die Erhebungen und das Verfahren wurde eingestellt. In der Ausgabe vom 26. September 1892 brachte die New York Sun eine Richtigstellung der 1890 gedruckten Artikel, distanzierte sich von den Aussagen Coues und widerrief diese öffentlich und redaktionell. Coues selbst äußerte sich dazu nicht.

### DieBlavatsky-Coulomb-Briefe
Im Dezember 1885 veröffentlichte die Society for Psychical Research den von Richard Hodgson verfassten sogenannten Hodgson Report, der Blavatsky schwer belastete. Hodgson bezog sich bei seinen Anschuldigungen auf die Coulomb-Affäre. Aus der Korrespondenz zwischen Blavatsky und Emma Coulomb sollte angeblich hervorgehen, Blavatsky sei in schwerwiegender Weise in Betrug und Fälschung der Meisterbriefe verwickelt gewesen. Obwohl er die Möglichkeit hatte und es gemäß den Prinzipien einer wissenschaftlichen Arbeit notwendig gewesen wäre, fertigte Hodgson kein einziges Faksimile dieser Briefe an. 1890 kaufte Coues über einen Händler die Blavatsky-Coulomb-Briefe von der Mission der Free Church of Scotland in Chennai an. Der von Coues unterfertigte Scheck über die Zahlung für diese Briefe ist bis heute erhalten, die Briefe selbst sind jedoch seitdem verschollen. Vernon Harrison, der den Hodgson Report untersuchte, brachte dazu folgendes in Erfahrung:

„Als Coues seinen Prozess führte, kaufte er die Coulomb-Briefe durch einen Händler der schottischen Missionare in Indien. Ich bin im Besitz einer Ablichtung seines Schecks. Der Scheck ist in den Coues-Archiven der State Historical Society of Wisconsin, Madison, Wisconsin. Ich habe einen Mikrofilm all seiner Papiere über Theosophie und die damit in Zusammenhang stehenden Dinge. Die Coulomb-Briefe sind NICHT in den Archiven. Nun war es Coues Absicht bei der Beschaffung der Briefe, einen Beweis für seine Verteidigung von HPBs [Helena Petrowna Blavatsky] Prozess zu erhalten, um sie als Betrügerin zu entlarven. Seine Frau war Millionärin; und damit stand ihm jegliches professionelle Mittel zur Verfügung, HPB zu stürzen, wenn diese Briefe Originale waren. Wie auch immer, völliges Schweigen - er erwähnte niemals, sie zu besitzen. Entweder vernichtete er sie zu seinen Lebzeiten oder hinterließ Anweisungen an seine Erben, sie zu vernichten.“

„Wären sie [die Blavatsky-Coulomb-Briefe] echt, hätten sie vernichtendes Beweismaterial zu seinen [Elliott Coues] Gunsten geboten. Er benützte sie nicht […] aber der durch [die] Umstände bedingte Beweis, dass sie Fälschungen […] waren, ist stark. Er [Coues] hatte sowohl ein Motiv als auch die Fähigkeit, das zu tun. Ich kann nicht glauben, dass Coues die Briefe nicht benützt hätte, um HPB zu schädigen, wenn sie echt gewesen wären. Vielleicht zog es Coues - in der Erkenntnis, dass sie für ihn nutzlos waren - vor, sie zerstören zu lassen, ehe sie ihren Weg ins Lager von Blavatsky finden würden.“

Nach 1892 trat Coues kaum noch öffentlich in Erscheinung, sein esoterischer Ruf war zerstört und durch die Vorkommnisse im Zusammenhang mit der Theosophie auch sein wissenschaftliches Renommee angeschlagen.

## Werke
- Outlines of a system of mechanical philosophy, being a research into the laws of force. Charles & Brown, Boston 1851.
- A monograph of the Tringeae of North America. Philadelphia 1861.
- On the osteology and myology of Colymbus torquatus. Riverside, Cambridge 1866.
- Prodrome of a work on the ornithology of Arizona Territory. Merrihew & son, Philadelphia 1866.
- A monograph of the alcidæ. Philadelphia 1868.
- Bullock’s oriole. Salem 1871.
- Key to North American birds, containing a concise account of every species of living and fossil bird at present known from the continent north of the Mexican and United States boundary. Salem 1872.
- On the osteology and myology of Didelphys virginiana. Boston 1872.
- Birds of the Northwest, a handbook of the ornithology of the region drained by the Missouri river and its tributaries. Washington 1874.
- Abstract of results of a study of the genera geomys and thomomys, with addenda on the osteology of geomyidos and on the habits of geomys tusa. Washington 1875.
- Report upon the collections of mammals made in portions of Nevada, Utah, California, Colorado, New Mexico and Arizona, during the years 1871, 1872, 1873, and 1874. Washington 1875.
- Fur-bearing Animals, monograph of North American Mustelidae, in which an account of the wolverene, the martens or sables, the ermine, the mink and various other kinds of weasels, several species of skunks, the badger, the land and sea otters, and numerous exotic allies of these animals, is contributed to the history of North American mammals. Washington 1877.
- Monographs of North American Rodentia. Washington 1877.
- Birds of the Colorado Valley, a repository of scientific and popular information concerning North American ornithology. Washington 1878.
- A check list of North American birds. Putnam, Salem 1879.
- The Coues check list of North American birds. Estes & Lauriat, Boston 1882.
- Biogen, a speculation on the origin and nature of life. Judd, Detweiler, Estes & Lauriat, Washington, Boston 1882–84.
- Avifauna Columbana, being a list of birds inhebit the District of Columbia. Webster, Washington 1883.
- Can matter think? A problem in psychics. Estes & Lauriat, Boston 1884.
- The daemon of Darwin. Estes & Lauriat, Boston 1885.
- Kuthumi, the true and complete oeconomy of human life, based on the system of theosophical ethics. Estes & Lauriat, Boston 1886.
- Handbook of field and general ornithology, a manual of the structure and classification of birds. Macmillan, London 1890.